# Португизер
Португи́зер или бла́уэр португизер (нем. Blauer Portugieser) — технический (винный) сорт чёрного винограда, используемый для производства красных вин в Австрии, Венгрии, Германии, Словении, Чехии.

## Происхождение
Существует популярная версия, что сорт имеет португальское происхождение (откуда, мол, и происходит название). Якобы, Иоганн фон Фрис завёз виноград из Порту в своё имение в Бад-Фёслау, откуда и началось распространение сорта по соседним странам. Называют даже год, когда это произошло — 1772. Неизвестно, есть ли под этой легендой хоть какая-то реальная почва. Последние ампелографические исследования показали, что сорт является продуктом скрещивания Блау Цимметтраубе x Грюнер Сильванер и совершенно определённо происходит из Нижней Штирии.
В XIX веке сорт становится популярным в Австрии, и примерно в то же время его начинают культивировать в Германии. Во время немецкого бума красного вина в 1970-е производство Португизера превзошло производство Пино-нуар[уточнить].

## География
Сорт культивируют в Австрии, преимущественно в Нижней Австрии, возле городов Альберндорф-им-Пулькауталь, Рец, и в Терменрегионе. Сорт является третьим по популярности культивируемым в стране, сразу за Цвайгельтом и Блауфранкиш. Сорт теряет популярность, и с 1999 года площадь посадок сократилась наполовину, с 2358,18 га в 1999, до 1262,76 га в 2018 году.
В Чехии сорт стабильно входит в число наиболее популярных чёрных сортов винограда. В 2019 году он занимал шестое место по популярности.
В Германии сорт культивируют в Рейнгессене и Пфальце, где его используют для производства столовых красных вин и Weissherbst (rosé). В районе реки Ар его зачастую смешивают с Spätburgunder. Сорт постепенно теряет популярность. В 1995 году посадки сорта занимали 4440 га, что составляло примерно 4,2 % всей площади виноградников в стране, в 2007 году — 4551 га (4.5 % площади), а в 2018 — 2799 га (2,7 % площади).
В Румынии и Венгрии сорт известен под названием Kékoporto, но в настоящее время его все чаще называют международным именем, Portugieser. В Венгрии его культивируют в окрестностях городов Виллань, Эгер, Сексард. Зачастую его выдерживают в бочках, и часто смешивают с Kékfrankos. Сорт разрешён для использования при изготовлении вина Egri Bikavér (Эгерская бычья кровь).
В Хорватии и Сербии сорт культивируется в районе Фрушка-Гора, где из него делают молодое вино в стиле Божоле-нуво.
В Юго-Западном винодельческом регионе Франции сорт известен, как Portugais Bleu и культивируется преимущественно в департаменте Тарн. Несмотря на снижающуюся популярность сорта, он все ещё разрешен для изготовления гайякского вина Gaillac Rouge.

## Потомки
- Блаубургер был выведен в 1923 году Фрицем Цвайгельтом скрещиванием Португизер x Блауфранкиш.
- Дорнфельдер был выведен в 1955 году Августом Герольдом скрещиванием Хельфенштейнер (Пино Нуар Прекос x Троллингер) x Герольдребе (Португизер x Блауфранкиш).
- Неронет был выведен в 1965 году Вилемом Краусом скрещиванием (Сен-Лоран x Португизер) x Алиберне.

Существуют две цветовые мутации сорта — Grauer Portugieser (Серый Португизер) и Grüner Portugieser (Зелёный Португизер).

## Основные характеристики
Кусты сильнорослые.
Листья средние, округлые, трех- или пятилопастные, слаборассечённые, снизу без опушения. Черешковая выемка закрытая, с широким овальным просветом, или открытая, лировидная, с острым дном.
Цветок обоеполый.
Грозди средние, конические, рыхлые или плотные, с сильноразвитым верхними лопастями и с небольшим крылом.
Ягоды средние, округлые или слегка овальные, тёмно-синие. Кожица тонкая, непрочная, покрыта слабым серовато-синим восковым налетом со светлыми крапинками. Мякоть сочная, тающая.
Сорт раннего периода созревания. Период от начала распускания почек до съемной зрелости ягод составляет 129 дней при сумме активных температур 2650°С.
Вызревание побегов хорошее.
Урожайность — 85—110 ц/га (до 120 ц/га).
Сорт уязвим для зимних морозов. Мало повреждается весенними заморозками из-за позднего распускания почек. Слабо устойчив против оидиума и мильдью, восприимчив к серой гнили.

## Применение
Сорт используется для производства столовых вин, и может использоваться как столовый сорт винограда. К сожалению, в Евросоюзе, где сорт и культивируется по большей части, запрещено продавать технические сорта винограда, как столовые.
Относительно высокая урожайность, как правило, уменьшает[уточнить] кислотность винограда, и если эту проблему не исправить на этапе производства вина, то полученное вино будет пустотелым, скучным.
Вина из Португизера в основном производятся в относительно холодном климате. Поэтому вино довольно часто подвергается шаптализации (подсахариванию виноградного сусла) с целью повысить уровень алкоголя. В прошлом, некоторые производители вина шаптализировали виноматериал до такой степени, что высокий уровень сахара парализовал дрожжи во время процесса ферментации, из-за чего в вине оставалось значительное количество сахара.
Виноделы обычно производят из Португизера легкое, светлое красное вино, отличающееся свежестью, ароматом выпечки, и легкотелостью. Очень популярно rosé. Обычно, у вина нет потенциала к хранению, но с начала 2000 годов некоторыми виноделами стали производиться высококачественные вина из материала с ограничением по урожайности, с использованием выдержки в дубовых бочках. Полученные вина отличаются ароматикой, позволяющей им наравне конкурировать с бордосскими сортами.

## Синонимы
Autrichien, Badener, Blaue Feslauertraube, Feslauer, Kékoportó (венг.), Modrý Portugal (чешск.), Portugizac Plavi (хорв.), Modra Portugalka (словенск.), Portugizer (серб.), Oporto, Portugais Bleu (фр.), Portugieser, Vöslauer, Portugizac Crni, Portugaljka.